# 科拉桑-迪热苏斯
科拉桑-迪热苏斯是巴西米纳斯吉拉斯州的一个市镇。总面积2236.236平方公里，总人口27003人，人口密度12.1人/平方公里。